# Berliner Stilleben
Berliner Stilleben is een experimentele korte film uit 1926 van de hand van László Moholy-Nagy.
In deze stadssymfonie wordt Berlijn als grootstad tijdens het interbellum afgebeeld. De stad verkeert op dat moment in een economische en politieke crisis. De beelden van de stad volgen elkaar in fragmentarisch tempo op. De metropool wordt op een snel tempo gevisualiseerd. Deze stille film uit het midden van de jaren ’20 duurt negen minuten. Hij is geheel in zwart-wit gefilmd en wordt gekenmerkt door een documentaire Bauhaus-stijl.

## Inhoud
Inhoudelijk handelt deze film over de metropolis Berlijn die zijn opkomst als wereldstad kende tussen de twee wereldoorlogen. 
Duitsland, alsook Europa, ging door toedoen van de oorlog gebukt onder een economische en politieke crisis. Deze periode van het interbellum wordt echter wel positief gekenmerkt door de opkomende verstedelijking. Evenals deze doorgedreven urbanisatie, doet ook de modernisering haar intrede; alles is in flux met het oog op vooruitgang. Steden rezen uit de as van de oorlog, de stad doet weer dienst als plek van beweging en dynamiek. Zo ook de stad hier in kwestie, Berlijn. Deze Duitse stad ging de rol van cultureel smeltpunt in Europa op zich nemen. Verschillende artistieke stromingen kwamen in Berlijn samen en vestigden zich hier. Kunstenaars uit heel de wereld trokken naar deze stad om zo hun artistieke lust te kunnen botvieren.
Deze experimentele kortfilm geldt als een artistieke visualisering van Berlijn. Film bleek het beste medium te zijn om deze visuele representatie tot stand te brengen. Berliner Stilleben is een poging om the pulse van het moderne leven weer te geven aan de hand van een ritmisch framework. Moholy-Nagy tracht enerzijds het overweldigende van de grootstedelijke dynamiek te tonen; de opkomende industrialisering en modernisering. Automobielen en architecturale hoogstandjes komen in Berliner Stilleben aan bod. De stad dient tegelijkertijd als uitstalraam en kijkdoos. Anderzijds besteedt hij ook tijd aan de armoede die in de stad zichtbaar aanwezig is. De cineast zoomt, naast gewone passanten, ook in op zwervers en straatartiesten.
De mensen die in de film voorbijgaan zijn niet meer dan figuranten, toevallige aanwezigen. De Berlijnse mens wordt gepresenteerd in zijn omgeving. Het individu geldt slechts als een detail van de architectuur. Daarnaast spelen deze personen een rol in het weergeven van de dynamiciteit en de beweging in de grootstad. Hun optreden is verder louter bijkomstig, van dialogen of interactie is hier geen sprake. Een effect van de moderne verstedelijking is dat de mens zijn zelfsturing verliest; het individu wordt opgenomen in de anonieme massa. Mensen lijken niet met, maar naast elkaar te leven.
Men beweegt zich doorheen de stad van ochtend tot avond, de stad verandert mee terwijl de tijd verstrijkt. Mensen lopen niet doelloos rond, maar gericht naar hun bestemming. Time is money geldt sinds de opkomst van de moderne industrie en hieraan ontsnapt ook de Berlijnse inwoner niet.

## Vormelijk
De regisseur besteedt aandacht aan de infrastructuur, de architectuur, de bevolking en de objecten aanwezig in het straatbeeld. Het leven van alledag wordt door de cameralens erg ritmisch weergegeven. In deze film hanteert László Moholy-Nagy een collageprincipe. Beelden volgen elkaar schoksgewijs en in een snel tempo op. Er bestaat niet direct een dieper verband tussen de verschillende beelden dan dat ze allen louter over Berlijn handelen. 
Om de grootsteedse dynamiek weer te geven, maakt de cineast gebruik van shots in vogelperspectief waar een overzicht geboden wordt van de stadsdrukte. Mensen komen, mensen gaan. 
Berliner Stilleben wordt gekenmerkt door deze ongewone perspectieven. Moholy-Nagy maakt wisselend gebruik van een vogel- en kikkerperspectief. Om een dynamisch stadseffect te bereiken, draait hij sommige beelden 90 of zelfs 180 graden. Moholy-Nagy zet met Berliner Stilleben een visueel progressief stukje cinema neer.
De regisseur probeert af te wijken van het lineaire door het hanteren van deze ongewone hoeken en onorthodoxe perspectieven. 
Hij streeft er niet zozeer naar enkel het mooie van de stad weer te geven, dan wel de stad in al haar facetten. Hij heeft ook belangstelling voor de armoede die prominent aanwezig is in de grootstad. Zoals reeds vermeld, passeren ook bedelaars en straatkatten de revue.
De cineast was bedreven in de Bauhaus-fotografie, wat erg merkbaar is in zijn portret van deze stad. Zijn cinematografie ligt in één lijn met zijn fotografie. 
Vanuit zijn periode als fotograaf is Photo from the top of Berlin Radiotower wellicht de bekendste. Ook in deze foto valt meteen de aparte invalshoek op. De toren wordt uit een ander perspectief gepresenteerd dan gangbaar is. Dit gezichtspunt brengt een duizelingwekkend effect teweeg. Moholy-Nagy revolutioniseerde het visuele denken. Hij ging in tegen de stroom. Hij documenteerde deze alledaagse objecten vanuit een progressief kijkpatroon. 

## Constructivisme
Uit de biografie weten we dat Moholy-Nagy een aanhanger was van het constructivisme. Deze stroming legt de nadruk op het abstraheren van voorwerpen. In Berliner Stilleben zien we dat de cineast op zoek gaat naar geometrisch gevormde objecten binnen het stadslandschap. Zo richt hij bijvoorbeeld zijn camera op een rond punt of de hoek van een gebouw. Hij heeft aandacht voor constructies en collagetechnieken. Hij plakt deze beelden aan elkaar als ware het een opsomming van de stedelijkheid. Kunst dient binnen het constructivisme als een objectieve studie. De abstracte waarneming van de dingen door de cameralens past perfect binnen deze opvatting.

## Bauhaus
Bauhaus is een vorming voor beeldende kunstenaars, die gedurende 1919-1932 gegeven werd te Weimar, Dessau en vervolgens Berlijn. Het Bauhaus biedt een opleiding die focust op de combinatie van plastische kunsten en ambachtelijke industrie. De kunst die ontworpen werd, moest ook een functioneel nut dienen. Multifunctionaliteit en efficiëntie stonden centraal binnen deze kunststroming. 
In 1923 kreeg Moholy-Nagy de opdracht vormleer aan het Bauhaus te onderwijzen. Architecturaal heeft deze stroming een sterke invloed gekend, deze opvattingen gingen een cruciale rol spelen in het uitzicht van de stad. Met hun ontwerpen trachtten de kunstenaars de maatschappij te verbeteren. De aanhangers van deze stroming gingen ervan uit, dat een betere woonomgeving zou kunnen leiden tot een betere samenleving.
Doordat kunstenaars van diverse nationaliteiten naar het Bauhaus waren getrokken, werden de opvattingen ook na de stopzetting van de eigenlijke opleiding nog internationaal verder verspreid. Enkele namen naast die van Moholy-Nagy zijn Gropius, van der Rohe, Albers, …
De functionaliteit die het Bauhaus zo hoog in het vaandel droeg, is zeker niet ver te zoeken in Berliner Stilleben. Moholy-Nagy hechtte zoveel belang aan de documentaire waarde van deze kortfilm, opdat hij de inwoners zou kunnen aanspreken. Hij wilde hen doen stilstaan bij hun maatschappelijke context van alledag. Hij wilde de kortfilm bewust een realistisch identificeerbare stijl meegeven.

## Genre stadssymfonie
Ruttmann geldt als grondlegger van de Duitse city symphony met zijn Berlin: Die Sinfonie der Großstadt.
In dit genre films wordt er gestreefd naar een reële representatie van het leven van alledag in de grootstad. De metropolis neemt de hoofdrol op zich in dit soort films, menselijke personages spelen louter als figuranten. Ook in Berliner Stilleben spelen de straten de hoofdrol. Er lopen wel individuen rond, toevallige voorbijgangers, maar als écht personage geldt de stad hier zelf.
Men probeert de moderne wereld te vatten op camera, in al haar vormen.
Zo ook probeert Moholy-Nagy in Berliner Stilleben om the big city life te portretteren. Het medium film kon de kijker dingen doen zien waar hij in het echte leven aan voorbij liep. City symphonies  bieden een minder oppervlakkige kijk op het leven in een metropool als Berlijn. Daar waar de mens in al zijn drukte aan voorbij gaat, zoomt de cineast op in. De filmmakers van stadssymfonieën hechten belang aan het in beeld brengen van de verborgen, doch alomtegenwoordige aspecten van het leven in de grootstad.
Deze kunstenaars kozen bewust voor een documentaire weergave om het realiteitsgehalte hoog te houden.
In dit soort films wordt niet enkel een representatie, maar tevens een perceptie van de stedelijke ruimte aangeboden. De toeschouwer kijkt nu door andere ogen naar de stedelijke werkelijkheid.
Berliner Stilleben was Moholy-Nagy’s eerste stadssymfonie, maar zeker niet zijn laatste. In 1929 volgde nog Marseille: vieux port, in 1932 Großstadt Zigeuner.  Nieuwe stad, nieuwe inspiratie, nieuwe stadssymfonie. 